# Sworowo
Sworowo ist eine Ortschaft mit einem Schulzenamt der Landgemeinde Pakosław im Powiat Rawicki der Woiwodschaft Großpolen in Polen.

## Geschichte
Der Ort wurde im Jahr 1603 als Swarowo erstmals urkundlich erwähnt. Die Gründung des Dorfs ist mit den sogenannten Hazaken (schlesischer Herkunft) verknüpft. Der Ortsname ist vom Personennamen Swor (siehe: swór - Garnrolle) mit dem Suffix -owo abgeleitet.
Bis zum Jahr 1793 gehörte diese Ortschaft zur Woiwodschaft Posen. Im Zuge der Zweiten Polnischen Teilung kam sie 1793 an Preußen und zum Kreis Kröben.
Nach dem Ende des Ersten Weltkriegs kam Sworowo zu Polen, Woiwodschaft Posen. Beim Überfall auf Polen 1939 wurde das Gebiet von den Deutschen besetzt und dem Landkreis Rawitsch im Reichsgau Wartheland zugeordnet. Von 1975 bis 1998 gehörte Sworowo zur Woiwodschaft Leszno.